# Loi du 10 août 1927 sur la nationalité
La Loi du 10 août 1927 sur la nationalité est un texte  d'élargissement de l'accès à la nationalité française adopté pour tenir compte de la décrue de la population française après la Première Guerre mondiale. 
La loi modifie dans un sens libéral les dispositions de la loi précédente, de 1889. Le principe du double droit du sol y est toutefois maintenu : l'enfant né en France n'est français à la naissance que si un au moins un de ses parents est né en France. La loi confirme le principe que l'enfant né en France de parents étrangers devient Français à sa majorité, sauf s'il s'y oppose, principe déjà en vigueur depuis 1889.
Le texte ajoute surtout l'attribution, par filiation maternelle, de la nationalité française par le « droit du sang » (restreinte toutefois aux seuls enfants nés en France), jusqu'alors transmise uniquement par filiation paternelle .
Le délai de domiciliation obligatoire en France avant de pouvoir solliciter une naturalisation est réduit de dix à trois ans. 
En conséquence, les naturalisations augmentent fortement les années suivantes, au moins dans les premières années, passant de 45 000 en 1926 à 86 000 en 1927, puis 71 000 en 1928. De 1927 à 1940, 320 000 adultes ont été naturalisés, 80 000 en comptant les enfants ; plus de la moitié étaient nés en Italie ou de nationalité italienne ; venaient ensuite environ 10 % de personnes nées en Pologne et 10 % en Espagne. Au total, 900 000 personnes obtinrent la nationalité française (par naturalisation ou accession automatique). Ce dernier groupe comprend des cas divers, dont des personnes déjà françaises, parce que nées en France de personnes déjà naturalisées, mais qui ne s'étaient pas encore vu reconnaître la nationalité française.
Par la suite, des naturalisations issues de cette loi seront remises en cause par le Régime de Vichy. Entre 1940 et 1943, sur la base de la disposition principale de sa loi du 22 juillet 1940, 15 154 personnes naturalisées après 1927 (sur 500 000 dossiers étudiés) sont déchues de la nationalité française (dont 6 307 israélites).